# Edward Beeson
Edward Beeson (Edward Ives „Ed“ Beeson; * 2. Juni 1890 im Sonoma County; † 15. Februar 1971 ebd.) war ein US-amerikanischer Hochspringer.
Am 2. Mai 1914 stellte er in Berkeley mit 2,01 m einen Weltrekord auf, der zehn Jahre Bestand hatte.
1913 wurde er IC4A-Meister.